# Kungsgårdsgymnasiet
Kungsgårdsgymnasiet är en gymnasieskola i Norrköping som grundades 1915.
Skolan har anor från Norrköpings Handelsgymnasium och är sedan 1958 en kommunal skola från att tidigare ha varit ett privat gymnasium.
Kungsgårdsgymnasiet är en skola som utbildar mot en karriär inom Ekonomi, Juridik, Handel och Hantverk. Skolan erbjuder programmen Ekonomi, Juridik, Frisör, Stylist, Gymnasiesärskola med utbildning inom handel samt Saas och Språkintroduktion.

## Byggnaden
Skolbyggnaden ritades av Carl Theodor Malm och uppfördes 1882 som folkskolan Kristinaskolan.
Kungsgårdsgymnasiet flyttade till nyrenoverade lokaler i den tidigare Kristinaskolan vid Södra Promenaden vid Söder Tull hösten 2020.
På skolgården står sedan 2016 skulpturen Reflektion över tidens gång av Maria Miesenberger.